# 久連石由文
久連石 由文（くれいし よしふみ）は日本の録音技師整音技師。日本映画・テレビ録音協会(J.S.A.)正会員。

## 来歴
1970年、愛知県生まれ。日本工学院専門学校卒業後、1990年アオイスタジオ株式会社入社。2020年からはフリーの録音技師として活動する。
北野武監督作品を始め、北村龍平監督、板尾創路監督、田口トモロヲ監督などの作品に参加。近年では、北野武監督「アウトレイジ 最終章」、中野量太監督「湯を沸かすほどの熱い愛」、板尾創路監督「火花」、石川慶監督「蜜蜂と遠雷」などの録音に関わる。
第41回日本アカデミー賞優秀録音賞を受賞した。

## 受賞歴
- 第41回日本アカデミー賞優秀録音賞（『アウトレイジ　最終章』）
- 第43回日本アカデミー賞最優秀録音賞（『蜜蜂と遠雷』）[3]
- 第14回 Asian Film Award 最優秀音響賞受賞[1]

## 主な映画作品
- デッドボール（2011年）
- ギャルバサラ 戦国時代は圏外です（2011年）
- 月光ノ仮面（2012年）
- DOCUMENTARY of AKB48 Show must go on 少女たちは傷つきながら、夢を見る（2012年）
- Beyond the ONEDAY Story of 2PM & 2AM（2012年）
- アウトレイジ ビヨンド（2012年）
- ユダ（2012年）
- DOCUMENTARY of AKB48 No flower without rain 少女たちは涙の後に何を見る？（2012年）
- ナオト・インティライミ冒険記　旅歌ダイアリー（2013年）
- 今日子と修一の場合（2013年）
- 男子高校生の日常（2013年）
- キッズ・リターン　再会の時（2014年）
- ルパン三世（2015年）
- 新選組オブ・ザ・デッド（2015年）
- 龍三と七人の子分たち（2015年）
- ピース オブ ケイク（2015年）
- みんな好いとうと♪（2016年）
- KABUKI DROP（2016年）
- TSUKIJI WONDERLAND（築地ワンダーランド）（2016年）
- 湯を沸かすほどの熱い愛（2016年）
- オー・マイ・ゼット!（2016年）
- 幸福のアリバイ Picture（2016年）
- 愚行録（2017年）
- じんじん 其の二（2017年）
- アウトレイジ　最終章（2017年）
- 火花（2017年）
- ナオト・インティライミ冒険記　旅歌ダイアリー2 前編（2017年）
- ナオト・インティライミ冒険記　旅歌ダイアリー2 後編（2018年）
- 音量を上げろタコ!なに歌ってんのか全然わかんねぇんだよ!!（2018年）
- 蜜蜂と遠雷(2019年)
- 108〜海馬五郎の復讐と冒険〜(2019年)
- 浅田家!（2020年）
- HOKUSAI（2021年）
- 夏への扉 -キミのいる未来へ-（2021年）
- おいしくて泣くとき（2025年）